# James Strachey

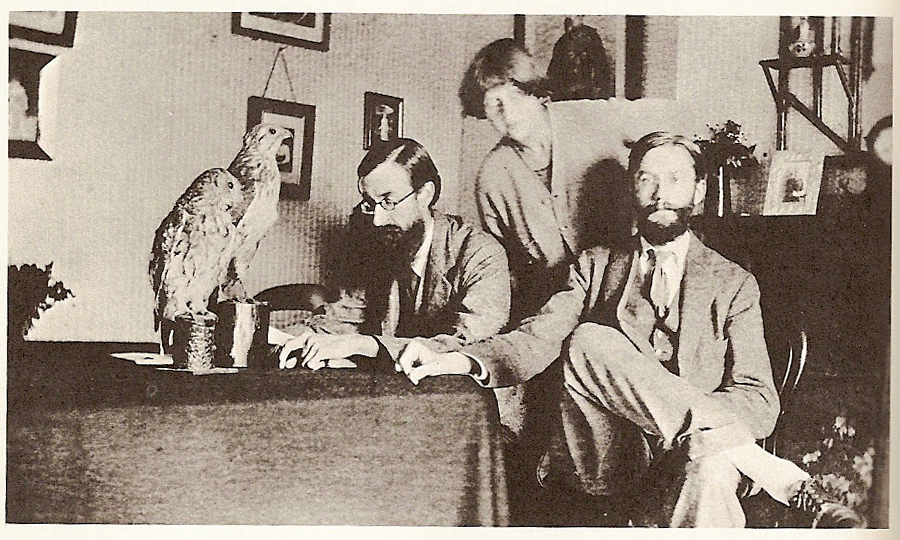
James Strachey, rechts, met zijn broer Lytton en de schilderes Carrington

James Beaumont (Jembeau) Strachey (Londen, 26 september 1887 - High Wycombe, 25 april 1967) was een Brits psychoanalyticus die samen met zijn vrouw Alix het gehele oeuvre van Sigmund Freud in het Engels vertaalde.
Hij was het jongste kind van luitenant-generaal Richard Strachey en Lady (Jane) Strachey en het jongste broertje van de schrijver Lytton Strachey, een van de leden van de Bloomsburygroep. Hij was een nakomer. Zijn vader was op het moment van zijn geboorte 70 jaar oud en zijn moeder 47. Hij werd hierom ook wel het enfant miracle genoemd. Sommige van zijn nichtjes en neefjes waren ouder dan hij en hij werd dan ook oom baby genoemd. Strachey studeerde aan het Trinity College in Cambridge, waar hij de studentenkamer van zijn broer Lytton overnam. In Cambridge werd hij little Strachey genoemd, ter onderscheiding van zijn oudere broer die als great Strachey werd aangeduid. Tijdens zijn studie zou hij een romantische relatie hebben met Rupert Brooke.
Rond 1910 werd Strachey zelf ook lid van de Bloomsburygroep. In diezelfde tijd leerde hij zijn latere echtgenote kennen met wie hij in 1919 trouwde. Rond 1920 verhuisde het echtpaar naar Wenen waar beiden in analyse gingen bij Freud. Hij vroeg hun om zijn werk in het Engels te vertalen. Dit werd het levenswerk van het echtpaar.
Strachey was de executeur-testamentair van de literaire nalatenschap van zijn broer Lytton. Hij was ook een expert op het gebied van klassieke muziek en hij schreef uitvoerige commentaren bij de programma's van het Glyndebourne Opera Festival.
- Bibsys: 90212285
- Bibliothèque nationale de France: cb12382976t (data)
- Catàleg d'autoritats de noms i títols de Catalunya: 981058601652706706
- CiNii: DA00653081
- Gemeinsame Normdatei: 119307774
- International Standard Name Identifier: 0000 0001 2128 2308
- Library of Congress Control Number: n50010691
- Nationale Bibliotheek van Letland: 000033906
- MusicBrainz: a01da883-363d-4308-9ed2-e77adbc93ef5
- Bibliotheek van het Japanse parlement: 01013650
- Nationale Bibliotheek van Tsjechië: nlk20050167360
- Nationale bibliotheek van Australië: 35527734
- Nationale Bibliotheek van Israël: 987007268543505171
- Nationale en Universitaire bibliotheek Zagreb: 000675488
- Nederlandse Thesaurus van Auteursnamen: 072128232
- Réseau des bibliothèques de Suisse occidentale: 02-A003868330
- LIBRIS: 267080
- SNAC: w6wt0zfk
- Système universitaire de documentation: 032887248
- Trove: 985402
- Virtual International Authority File: 36999490
- WorldCat: E39PBJhCJJxkDR9mFyy46TGbVC